# USC Münster
USC Münster  - żeński klub piłki siatkowej z Niemiec. Został założony w 1961 roku z siedzibą w mieście Münster. Występuje w Volleyball Bundesliga kobiet.

## Sukcesy
Mistrzostwo Niemiec:
- 1974, 1977, 1980, 1981, 1992, 1996, 1997, 2004, 2005
- 1979, 1982, 1984, 1991, 1993, 1995, 1998, 2000, 2001, 2003
- 1983, 1985, 1986, 1987, 1990, 1994

Puchar Europy Zdobywczyń Pucharów:
- 1992
- 1980, 1995
- 1976

Puchar CEV:
- 1982, 1994, 1996
- 1987

Puchar Niemiec:
- 1991, 1996, 1997, 2000, 2004, 2005

Superpuchar Europy:
- 1996

## Kadra 2012/13
- 2.  Hana Čutura
- 4.  Tess von Piekartz
- 5.  Lonneke Slöetjes
- 6.  Lisa Fuchs
- 7.  Sarah Petrausch
- 9.  Alisha Ossowski
- 10. Ashley Benson
- 12. Laura Dijkema
- 13. Andrea Berg
- 14. Linda Dörendahl
- 16. Lea Hildebrand
- 17. Ines Bathen
- 18. Leonie Schwertmann